# Shigeichi Negishi
Shigeichi Negishi (Tóquio, 29 de novembro de 1923 —  26 de janeiro de 2024), foi um engenheiro japonês, destacou-se por ter sido considerado o inventor da primeira máquina de karaokê; um dos principais traços da cultura japonesa.

## Biografia
Quando criança, ganhou fama de estudioso, vencendo um concurso nacional de caligrafia aos onze anos. E estudou economia na Universidade Hosei, em Tóquio.
Serviu ao exército de seu país como soldado durante a Segunda Guerra Mundial; tornou-se prisioneiro de guerra do exército inimigo tendo cumprido pena em Cingapura por dois anos, quando foi libertado.
Terminada a Guerra passou a vender câmeras. Em 1956 fundou a Nichiden Kogyo, uma empresa de eletrônicos.

### A criação do Karaokê
Em 1967 desenvolve um protótipo que daria origem ao Karaokê. A razão para o invento teria sido a sua pouca habilidade vocal; ao cantarolar na sua empresa, foi alvo de chacota e zombaria entre os funcionários.
Para desenvolver as bases do Karaokê, Negishi ligou um microfone a uma caixa de som e colocou uma base musical gravada e solicitou ao engenheiro-chefe que desenvolvesse um aparelho em que pudesse tocar uma base instrumental conectada a um microfone com amplificador e uma mesa de mixagem.
Negishi nunca patenteou a criação, pois o Karaokê, por ele chamada Sparko Box, foi um fracasso de vendas e teve por ele a sua produção interrompida.

### Controvérsia sobre o pioneirismo na criação do Karaokê
O pioneirismo da criação do Karaokê foi durante muito tempo alvo de controvérsias. O japonês Daisuke Inoue também teria desenvolvido sua versão de karaokê em 1971 e instalado em boates; todavia, Shigeichi Negishi criou em 1967 o primeiro protótipo, a chamada Sparko Box que era operada por moedas e fichas.

### Falecimento
Faleceu em 26 de janeiro de 2024 após sofrer uma queda, no entanto, a informação só foi divulgada pela família em 16 de março; e confirmada pelo jornal norte-americano "The Wall Street Journal".